# Neopanorpa flavicauda
Neopanorpa flavicauda är en näbbsländeart som beskrevs av Banks 1930. Neopanorpa flavicauda ingår i släktet Neopanorpa och familjen skorpionsländor. Inga underarter finns listade i Catalogue of Life.